# James West (zgodovinar)
James West, britanski politik in akademik, * 2. maj 1703, † 2. julij 1772.
Med letoma 1768 in 1772 je bil predsednik Kraljeve družbe.